# Kabinet-Russell II
Het kabinet–Russell II was de uitvoerende macht van de Britse overheid van 18 oktober 1865 tot 28 juni 1866.
| Ambtsbekleder                  | Ambtsbekleder                  | Ambtsbekleder                                         | Functie                               | Ambtstermijn     | Ambtstermijn     | Partij        |
| ------------------------------ | ------------------------------ | ----------------------------------------------------- | ------------------------------------- | ---------------- | ---------------- | ------------- |
|                                | John Russell                   | Graaf Russell John Russell (1792–1878)                | Premier                               | 18 oktober 1865  | 28 juni 1866     | Liberal Party |
| Leader of the House of Lords   | John Russell                   | Graaf Russell John Russell (1792–1878)                |                                       | 18 oktober 1865  | 28 juni 1866     | Liberal Party |
|                                | William Ewart Gladstone        | William Ewart Gladstone (1809–1898)                   | Minister van Financiën                | 12 juni 1859     | 28 juni 1866     | Liberal Party |
| Leader of the House of Commons | William Ewart Gladstone        | William Ewart Gladstone (1809–1898)                   | 18 oktober 1865                       |                  | 28 juni 1866     | Liberal Party |
|                                | George Villiers                | Graaf van Clarendon George Villiers (1800–1870)       | Minister van Buitenlandse Zaken       | 18 oktober 1865  | 28 juni 1866     | Liberal Party |
|                                | George Grey                    | Sir George Grey (1799–1882)                           | Minister van Binnenlandse Zaken       | 25 juli 1861     | 28 juni 1866     | Liberal Party |
|                                | Granville Leveson-Gower        | Graaf Granville Granville Leveson-Gower (1815–1891)   | Lord President of the Council         | 12 juni 1859     | 28 juni 1866     | Liberal Party |
|                                | George Campbell                | Hertog van Argyll George Campbell (1823–1900)         | Lord Privy Seal                       | 12 juni 1859     | 28 juni 1866     | Liberal Party |
|                                | Robert Rolfe                   | Baron Cranwort Robert Rolfe (1790–1868)               | Lord Chancellor                       | 6 juli 1865      | 28 juni 1866     | Liberal Party |
|                                | George Robinson                | Graaf de Grey en Ripon George Robinson (1827–1909)    | Minister voor Oorlog                  | 28 april 1863    | 16 februari 1866 | Liberal Party |
|                                | Spencer Cavendish              | Markies van Hartington Spencer Cavendish (1833–1908)  | Minister voor Oorlog                  | 16 februari 1866 | 28 juni 1866     | Liberal Party |
|                                | Edward Seymour                 | Hertog van Somerset Edward Seymour (1804–1885)        | Minister voor de Marine               | 12 juni 1859     | 28 juni 1866     | Liberal Party |
|                                | Thomas Milner Gibson           | Thomas Milner Gibson (1806–1884)                      | Minister van Handel                   | 12 juni 1859     | 28 juni 1866     | Liberal Party |
|                                | Edward Cardwell                | Edward Cardwell (1813–1886)                           | Minister voor Koloniale Zaken         | 6 april 1864     | 28 juni 1866     | Liberal Party |
|                                | Charles Wood                   | Sir Charles Wood (1800–1885)                          | Minister voor Brits-Indië             | 12 juni 1859     | 16 februari 1866 | Liberal Party |
|                                | George Robinson                | Graaf de Grey en Ripon George Robinson (1827–1909)    | Minister voor Brits-Indië             | 16 februari 1866 | 28 juni 1866     | Liberal Party |
|                                | George Villiers                | Graaf van Clarendon George Villiers (1800–1870)       | Kanselier van het Hertogdom Lancaster | 6 april 1864     | 3 november 1865  | Liberal Party |
|                                |                                |                                                       | Kanselier van het Hertogdom Lancaster | Vacant           |                  |               |
|                                | George Goschen                 | George Goschen (1831–1907)                            | Kanselier van het Hertogdom Lancaster | 26 januari 1866  | 28 juni 1866     | Liberal Party |
|                                | Robert Peel II                 | Sir Robert Peel II (1822–1895)                        | Minister voor Ierland                 | 25 juli 1861     | 5 december 1865  | Liberal Party |
|                                | Chichester Parkinson-Fortescue | Chichester Parkinson- Fortescue (1823–1898)           | Minister voor Ierland                 | 5 december 1865  | 28 juni 1866     | Liberal Party |
|                                | Edward Stanley                 | Baron Stanley van Alderley Edward Stanley (1802–1869) | Minister van Posterijen               | 10 mei 1860      | 28 juni 1866     | Liberal Party |

Russell I ·
Smith-Stanley I ·
Hamilton-Gordon ·
Temple I ·
Smith-Stanley II ·
Temple II ·
Russell II ·
Smith-Stanley III ·
Disraeli I ·
Gladstone I ·
Disraeli II ·
Gladstone II ·
Gascoyne-Cecil I ·
Gladstone III ·
Gascoyne-Cecil II ·
Gladstone IV ·
Primrose ·
Gascoyne-Cecil III ·
Gascoyne-Cecil IV ·
Balfour ·
Campbell-Bannerman ·
Asquith I ·
Asquith II ·
Asquith III ·
Asquith IV ·
Lloyd George I ·
Lloyd George II ·
Law ·
Baldwin I ·
MacDonald I ·
Baldwin II ·
MacDonald II ·
MacDonald III ·
MacDonald IV ·
Baldwin III ·
Chamberlain I ·
Chamberlain II ·
Churchill I ·
Churchill II ·
Attlee I ·
Attlee II ·
Churchill III ·
Eden ·
Macmillan I ·
Macmillan II ·
Douglas-Home ·
Wilson I ·
Wilson II ·
Heath ·
Wilson III ·
Callaghan ·
Thatcher I ·
Thatcher II ·
Thatcher III ·
Major I ·
Major II ·
Blair I ·
Blair II ·
Blair III ·
Brown ·
Cameron I ·
Cameron II ·
May I ·
May II ·
Johnson I ·
Johnson II ·
Truss ·
Sunak ·
Starmer